# 40463 Frankkameny
40463 Frankkameny este un asteroid din centura principală de asteroizi.

## Descriere
40463 Frankkameny este un asteroid din centura principală de asteroizi. A fost descoperit pe 15 septembrie 1999 la Calgary de G. W. Billings. Asteroidul prezintă o orbită caracterizată de o semiaxă mare de 2,78 ua, o excentricitate de 0,18 și o înclinație de 2,4° în raport cu ecliptica.